# Liponsyra

Strukturformel

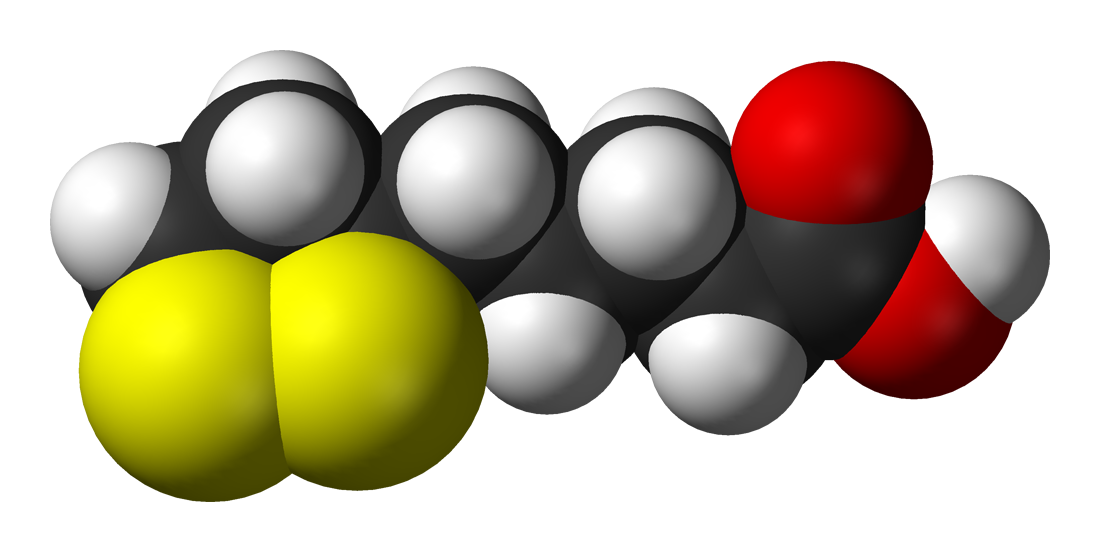
Molekylmodell

Liponsyra, eller alfa-liponsyra (ALA), är inom biologin främst känd som en kraftfull antioxidant. Den sägs kunna ta en stor del av smällen när människokroppen angrips av fria radikaler, liksom att ha förmågan att reparera "trasiga" vitaminer som gjort sitt jobb som antioxidant, exempelvis C-vitamin. Detta är emellertid omtvistat.
I Tyskland har ALA varit ett godkänt och icke-receptbelagt läkemedel inom neurpatisk diabetesbehandling sedan 1966. Tyskland är också det enda land i värden där intravenös användning av ALA i nerupatisk diabetesbehandling är godkänd. Studier med belägg för effekt för behandling av neuropatisk diabetesbehandling finns (i fyra fall) men även en studie där man inte kan belägga effekter som skiljer sig från placebo och där man konstaterar att fler studier, framförallt kliniska, måste till innan man kan fastslå någon säkert dokumenterad effekt    . 

## Sjukdomar

### Kombinerad malon- och metylmalonsyrauri (CMAMMA)
I den metaboliska sjukdomen kombinerad malon- och metylmalonsyrauri (CMAMMA) som beror på ACSF3-brist, är mitokondriell fettsyrasyntes (mtFASII), som är prekursorreaktionen för biosyntesen av liponsyra, nedsatt. Resultatet är en minskad grad av lipoylering av viktiga mitokondriella enzymer som pyruvatdehydrogenaskomplexet (PDC) och α-ketoglutaratdehydrogenaskomplexet (α-KGDH). Tillskott av liponsyra återställer inte mitokondriell funktion.